# La ballata di Sante Caserio
La ballata di Sante Caserio (anche conosciuta come Aria di Sante Caserio) è una canzone composta dal poeta e giurista anarchico italiano Pietro Gori nel 1900 a Portoferraio. La canzone fu scritta su base musicale tratta dal canto popolare toscano Suona la mezzanotte ed è uno dei numerosi tributi a Sante Caserio, il quale assassinò il presidente francese Marie François Sadi Carnot il 24 giugno 1894.

## Interpretazioni
- Joe Fallisi
- Daniele Sepe ed Auli Kokko, in Jurnateri[1]
- Les anarchistes, in Figli di origine oscura (2002)
- Youngang, festival di Torino, 5 giugno 2005[2]
- Sandra Mantovani
- Mara Redeghieri